# Laguna de Bay
Laguna de Bay je najveće jezero na Filipinima nalazi se istočno od Metro Manile između pokrajina Laguna na jugu i Rizal na sjeveru. Slatkovodno je jezero ima površinu od oko 911-949 km², s prosječnom dubinom od oko 2,8 metara i nadmorskom visinom od oko 1 metar iznad razine mora. Najveća dužina jezera je 40,5 km, a širina 47,3 km. 
Jezero ima 21 glavni pritok, među kojima je najvažniji rijeke Pagsanjan i Santa Cruz koje obskrbljuju jezero s 50% vode. Preko rijeke Pasing voda istječe iz jezera.
Jezero je u obliku stiliziranog slova 'W', s dva poluotoka sa sjeverne obale. Između tih poluotoka, na sredini režnja nalazi se veliki vulkan Laguna Caldera. U sredini jezera je veliki otok Talim, koji administrativno pripada gradovima Binangonan i Cardona u Rizal provinciji.

## Vanjske poveznice
- Odjel za zaštitu okoliša i prirodnih resursa